# ثيودور ر. ميلتون
ثيودور ر. ميلتون (بالإنجليزية: Theodore R. Milton)‏ هو ضابط أمريكي، ولد في 29 ديسمبر 1915 في Schofield Barracks ‏ في الولايات المتحدة، وتوفي في 24 أغسطس 2010 في أورو فالي في الولايات المتحدة.